# Paris-Roubaix de 1982
A 80.ª Paris-Roubaix celebrou-se a 18 de abril de 1982 e foi vencida pelo neerlandês Jan Raas em solitário por adiante de um terceto perseguidor que chegou a 16". A prova constou de 270 km chegando o ganhador num tempo de 7h 21' 50".

## Classificação final
| Posição | Ciclista           | Equipa                    | Tempo      |
| ------- | ------------------ | ------------------------- | ---------- |
| 1.      | Jan Raas           | TI-Raleigh-Campagnolo     | 7h 21' 50" |
| 2.      | Yvon Bertin        | Coop-Mercier-Mavic        | + 16"      |
| 3.      | Gregor Braun       | Capri Sonne-Eddy Merckx   | m.t.       |
| 4.      | Stefan Mutter      | Puch-Eorotex              | m.t.       |
| 5.      | Eddy Planckaert    | Splendor-Wickes Bouwmarkt | + 37"      |
| 6.      | Roger De Vlaeminck | DAF Trucks-TeVe Blad      | m.t.       |
| 7.      | Marc Sergeant      | Boule d'Or-Colnago        | m.t.       |
| 8.      | Ludo Peeters       | TI-Raleigh-Campagnolo     | m.t.       |
| 9.      | Bernard Hinault    | Renault-Elf-Gitane        | m.t.       |
| 10.     | Francesco Moser    | Famcucine-Campagnolo      | + 1' 37"   |